# Старое Ибрайкино
Ста́рое Ибра́йкино (тат. Иске Ибрай) — село в Аксубаевском районе Республики Татарстан. Административный центр муниципального образования «Староибрайкинское сельское поселение». Название села произошло от тат. иске (старый) и имени Ибрай. Было основано в 1730-е годы. Население в 1920 году достигало 3860 жителей, на 2024 год оно составляло 1642 человека.

## География

### Географическое положение
Находится в лесостепной зоне, в Западном Закамье, на реке Малая Сульча. Располагается 15 км восточнее районного центра — посёлка городского типа Аксубаево. Высота над уровнем моря — 119 м.

### Климат
Территория села расположена в климатическом районе IB, характеризуется умеренно-континентальным климатом, с продолжительной холодной зимой и жарким коротким летом. Согласно Классификации климатов Кёппена, климат села определяется как Dfb — влажный континентальный климат с тёплым летом. Температура здесь в среднем 4,7 °C. Среднегодовая норма осадков — 622 мм.
| Показатель              | Янв.  | Фев.  | Март | Апр. | Май  | Июнь | Июль | Авг. | Сен. | Окт. | Нояб. | Дек. | Год   |
| ----------------------- | ----- | ----- | ---- | ---- | ---- | ---- | ---- | ---- | ---- | ---- | ----- | ---- | ----- |
| Средняя температура, °C | −11,8 | −11,8 | −5,7 | 5,0  | 13,3 | 17,6 | 19,5 | 16,8 | 11,4 | 4,3  | −3,8  | −9,4 | 3,8   |
| Норма осадков, мм       | 31,6  | 26,0  | 21,8 | 27,1 | 43,0 | 69,8 | 57,6 | 62,1 | 54,8 | 50,2 | 36,6  | 36,1 | 516,7 |
| Источник:               |       |       |      |      |      |      |      |      |      |      |       |      |       |

## История и этимология
Было основано в 1730-е годы. Название произошло от тат. иске (старый) и имени Ибрай. В XVIII — первой половине XIX века жители принадлежали к сословию государственных крестьян, происходящих из служилых татар. В источнике 1764 года жители были названы служилыми татарами, приписанными к Казанскому Адмиралтейству для исполнения лашманской повинности. В «Ведомости о мурзинских родах Казанской губернии ...» 1780 года есть сведения о жителях деревни Ибрайкиной Нагайской дороги Казанского уезда, именуемых служилыми татарами.
Помимо традиционных повсеместных земледелия (сельская община владела 4428 десятинами земли в начале XX века) и скотоводства, обычным занятием жителей также был колёсный промысел. Во второй половине XIX — начале XX века деревня — один из наиболее крупных центров рогожно-кулеткацкого промысла в Казанской губернии. В начале XX века здесь были три крупообдирки, кузница, шерстобойня, четырнадцать мелочных лавок, две водяные мельницы.
О мечети в селе известно из источника 1767 года. В 1845 году была возведена мечеть. Позже при ней было открыто медресе. В 1900 году в нём была открыта татарская мужская начальная школа. В начале XX века в селе действовали два медресе и четыре мечети.
В 1917 году была открыта начальная школа, в 1931 году преобразованная в неполную среднюю, а в 1937 году — в среднюю. В 1985 году было построено новое здание. В 1930 году были образованы колхозы «Татарстан», «Янга-Кечь», в 1950 году объединённые в колхоз «Татарстан». В 1995–2006 годах действовало коллективное предприятие «Нур».
Источники 1764 и 1767 годов указывает на принадлежность селения к Ногайской дороге Казанского уезда Закамской стороны. До 1862 года село было волостным центром. До 1920 года село было в Аксубаевской волости, входившей в Чистопольский уезд Казанской губернии. С 1920 года вошло в состав образованного Чистопольского кантона Татарской АССР. В связи с упразднением кантонного деления республики, 10 августа 1930 года село было включено в Первомайский район, а 25 января 1935 года — в Аксубаевский район. В результате реформы административно-территориального деления, 1 февраля 1963 года вошло в Октябрьский, а с 12 января 1965 года — в Аксубаевский район.

## Население
| 1782  | 1859  | 1897  | 1908  | 1920  | 1926  | 1938  |
| ----- | ----- | ----- | ----- | ----- | ----- | ----- |
| 216   | ↗3003 | ↗3342 | ↗3790 | ↗3860 | ↘2833 | ↘2365 |
| 1949  | 1958  | 1970  | 1979  | 1989  | 2002  | 2010  |
| ↗2500 | ↗2618 | ↗2916 | →2916 | ↘2087 | ↘1998 | ↘1942 |
| 2011  | 2012  | 2013  | 2014  | 2015  | 2016  | 2017  |
| ↘1934 | ↘1900 | ↘1864 | ↘1834 | ↘1783 | ↘1751 | ↘1731 |
| 2018  | 2019  | 2020  | 2021  | 2023  | 2024  |       |
| ↘1679 | ↘1659 | ↘1643 | ↗1682 | ↘1649 | ↘1642 |       |

В 1782 году при подсчёте учитывались только мужчины. По переписи 2002 года в селе жили 1998 жителей (татары — 100%). По переписи 2010 года — 1510 человек. По переписи 2021 года — 1682 человека. Из 1682 указавших национальность были 1670 татар, 9 русских и 4 представителя других национальностей. Русский язык был родным для 9 человек (при этом использовали его 1497 человек), татарский — для 1670 (использовали 1655 человек). На начало 2024 года — 1642 человека. В селе родился Габдулхак Саматов (1930—2009) — религиозный деятель.

## Экономика и инфраструктура
В селе с 2008 года находится сельскохозяйственное предприятие — ООО «Аксу Агро». Действуют крестьянское (фермерское) хозяйство, лесничество. Сельскохозяйственные производители села специализируются на скотоводстве. В селе с 1937 года действует средняя школа, с 1973 года — детский сад. Имеются врачебная амбулатория, почтовое отделение, магазины общей торговой площадью 210 кв. м, универсальная площадка для баскетбола и волейбола с уличными тренажёрами, два кладбища общей площадью 13 га. В селе 25 улиц. Общая площадь села — 357,3 га. Через село проходит автомобильная дорога регионального значения «Аксубаево — Фёдоровка» — Новое Ибрайкино.

## Культура и религия
Имеются сельский дом культуры, сельская библиотека. В урочище «Ташбилге», расположенном на окраине села имеется булгарский надмогильный камень 1357 года. В селе находятся местные мусульманские религиозные организации — четыре сельских прихода Духовного управления мусульман Республики Татарстан. Действуют четыре мечети (были открыты в 1990, 2000, 2002, 2011 гг.).